# ショートランド・ストリート
ショートランド・ストリート（英語: Shortland Street）は、ニュージーランドのソープオペラシリーズ。1992年5月25日からTVNZのTV2で放送されており、ニュージーランドでは最も続いているソープオペラである。ショートランド・ストリート・ホスピタル（Shortland Street Hospital）という病院を舞台としている。

## 歴史

### 製作の背景
1990年、テレビジョン・ニュージーランドは地元ニュージーランドに関するコンテンツが不足していることから、オーストラリアのドラマネイバーズを参考にした新番組の製作を開始した。